# Paavo Järvi
Paavo Järvi (Tallin, RSS de Estonia, Unión Soviética, 30 de diciembre de 1962) es un director de orquesta estonio-estadounidense.

## Biografía
Hijo del también director Neeme Järvi y su esposa Liilia. Sus hermanos Kristjan Järvi (n. 1972) y Maarika Järvi (n. 1964) son también músicos. Comenzó sus estudios musicales (percusión y dirección de orquesta en Tallin, pero en 1980 se trasladó con toda la familia a los Estados Unidos, para completar su formación en el Curtis Institute of Music de Filadelfia con Max Rudolf y Otto-Werner Mueller y en "Los Angeles Philharmonic Institute" con Leonard Bernstein. 
Formó parte, como batería del grupo de rock In Spe, uno de los más conocidos en Estonia a comienzos de los años 80.
Comenzó su carrera como director de la Orquesta Sinfónica de Malmö (1994 a 1997). Trabajó después como director invitado principal con Andrew Davis en la Kungliga Filharmoniska Orkestern de Estocolmo (1995–1998) y en 1996-1999 en la Orquesta Sinfónica de Birmingham. Desde 2001 hasta 2011 fue director titular del Cincinnati Symphony Orchestra, a la que sigue vinculado como director honorario. Del 2000 al 2013 fue el director titular del hr-Sinfonieorchesters (Orquesta Sinfónica de la radio de Hesse) en Fráncfort del Meno. En el 2004 fue nombrado director artístico de la Deutsche Kammerphilharmonie en la ciudad alemana de Bremen. Desde 2010 a 2016 fue director titular de la Orquesta de París como sucesor de Christoph Eschenbach.
A partir de la temporada 2015/2016, además es el director titular del NHK Symphony Orchestra.

## Repertorio y discografía
Su repertorio es amplísimo, pero muestra especial predilección por la música francesa, rusa y escandinava, además de la obra de algunos compositores estonios como Arvo Pärt.
Con la orquesta de Bremen realizó una muy considerada grabación de las 9 sinfonías de Beethoven. Con la Orquesta de París ha grabado obras como el Stabat Mater y el Gloria de Poulenc con Patricia Petibon.